# Call Me Maybe
«Call Me Maybe» — песня канадской певицы Карли Рэй Джепсен. Сингл достиг первого места в хит-парадах многих стран мира, включая США (девять недель на № 1 в Billboard Hot 100), Канаду (№ 1 в Canadian Hot 100), Австралию, Бразилию, Венесуэлу, Чехию, Данию, Финляндию, Францию, Венгрию, Ирландию, Испанию, Польшу, Новую Зеландию, Швейцарию, ЮАР и др. Клип на сингл «Call Me Maybe» имеет более одного миллиарда просмотров на YouTube. 14 апреля 2012 песня «Call Me Maybe» возглавила британский чарт UK Singles Chart. Видеоклип этой песни 17 июня 2012 года в Торонто получил 4 номинации на канадскую музыкальную премию MuchMusic Video Awards 2012 года и выиграл в трёх: в категориях Video of the Year, UR Fave Video и Most Streamed Video. Газета The Guardian поставила сингл на первое место в своём списке лучших песен 2012 года. «Call Me Maybe» была номинирована на две премии Grammy Award, в категориях Песня года и Лучшее сольное поп-исполнение, на 55-й ежегодной церемонии. 11 декабря 2012 года «Call Me Maybe» была названа Песней года (Song of the Year) каналом MTV.

## История
Песня «Call Me Maybe» вышла 20 сентября 2011 года и была включена во второй студийный альбом «Kiss», продюсером сингла стал Джош Рамсей из канадской поп-рок-группы Marianas Trench.
23 марта 2012 года Джепсен впервые выступила на американском телевидение в передаче «Шоу Эллен Дедженерес», исполнив «Call Me Maybe». Карли Рэй также стала первым участником «Canadian Idol», сумевшим возглавить UK Singles Chart (с синглом «Call Me Maybe»).
2 мая 2012 года певица посетила Австралию, где исполнила «Call Me Maybe» на популярном ТВ-шоу Sunrise.
20 мая 2012 года Джепсен представила трек на церемонии Billboard Music Awards 2012. 9 июня 2012 года Джепсен вместе с популярным певцом Джастином Бибером исполнила песню на Summertime Ball 2012 на стадионе Уэмбли в Лондоне. Pitchfork Media назвал «Call Me Maybe» 29-й Песней 2012 года, а журнал Rolling Stone назвал её под № 50 в Списке лучших синглов года.
Журнал Billboard назвал «Call Me Maybe» песней № 2 по итогам года в США. С тиражом 7,6 млн копий в США сингл стал шестым в истории страны бестселлером всех времён для цифровых синглов.
В Великобритании песня стала вторым бестселлером 2012 года с тиражом 1,143,000 копий.
Партнёром Карли стал Холден Ноуэлл (англ. Holden Nowell, род. 14 января 1989, Калгари) — канадский актёр и модель.

## Музыкальное видео
Музыкальное видео для «Call Me Maybe» было написано и режиссировано Беном Кнехтелем и имеет 1,5 миллиарда просмотров на YouTube по состоянию на июнь 2023 года. По сюжету клипа Джепсен подсматривает в окно за симпатичным соседом (Холденом Новеллом). Парень снимает футболку и в этот момент замечает её, она сразу прячется, присев на пол под подоконником. В следующей сцене она, после репетиции в своей рок группе, моет машину, пытаясь привлечь внимание соседа, который в этот момент чинит что-то в капоте своего автомобиля. Наконец, он её замечает, когда она лежит на машине. Она падает с неё и парень подбегает, чтобы ей помочь. Потом она демонстрирует ему своё сольное выступление с группой. После концерта она пишет на бумажке свой номер телефона, чтобы дать ему, но в этот момент парень подходит к гитаристу из её группы и вручает ему бумажку со своим номером. Таким образом клип приобретает неожиданный поворот в виде гей-сцены в конце. Видео получило три номинации на канадскую премию 2012 MuchMusic Video Awards в категориях UR Fave Video, Pop Video of the Year, и Video of the Year.

## Чарты и сертификации
| Чарт (2011—14)                                | Высшая позиция |
| --------------------------------------------- | -------------- |
| Австралия (ARIA)                              | 1              |
| Австрия (Ö3 Austria Top 40)                   | 3              |
| Бельгия/Фландрия (Ultratop 50)                | 2              |
| Бельгия/Валлония (Ultratop 50)                | 2              |
| Бразилия (Billboard Brasil Hot 100)           | 26             |
| Бразилия (Hot Pop Songs)                      | 7              |
| Канада (Billboard Canadian Hot 100)           | 1              |
| Чехия (Rádio — Top 100)                       | 1              |
| Чехия (Singles Digitál Top 100)               | 86             |
| Дания (Tracklisten)                           | 1              |
| Финляндия (Suomen virallinen lista)           | 1              |
| Франция (SNEP)                                | 1              |
| Германия (GfK)                                | 3              |
| Венгрия (Rádiós Top 40)                       | 1              |
| Ирландия (IRMA)                               | 1              |
| Израиль (Media Forest)                        | 2              |
| Италия (FIMI)                                 | 2              |
| Япония (Billboard Japan Hot 100)              | 3              |
| Ливан (Lebanese Top 20)                       | 4              |
| Люксембург (Luxembourg Digital Songs)         | 1              |
| Мексика (Billboard)                           | 4              |
| Нидерланды (Dutch Top 40)                     | 2              |
| Нидерланды (Single Top 100)                   | 2              |
| Новая Зеландия (Recorded Music NZ)            | 1              |
| Норвегия (VG-lista)                           | 3              |
| Польша (Polish Airplay Top 100)               | 1              |
| Шотландия (OCC Scotland)                      | 1              |
| Словакия (Rádio — Top 100)                    | 1              |
| Республика Корея (Gaon International Singles) | 1              |
| Испания (PROMUSICAE)                          | 7              |
| Швеция (Sverigetopplistan)                    | 2              |
| Швейцария (Schweizer Hitparade)               | 1              |
| Великобритания (OCC UK Singles)               | 1              |
| США (Billboard Hot 100)                       | 1              |
| США (Billboard Adult Contemporary)            | 4              |
| США (Billboard Adult Pop Airplay)             | 2              |
| США (Billboard Dance Club Songs)              | 8              |
| США (Billboard Dance/Mix Show Airplay)        | 7              |
| США (Billboard Pop Airplay)                   | 1              |
| США (Billboard Rhythmic)                      | 14             |
| Венесуэла (Pop Rock General, Record Report)   | 1              |

| Чарт (2012)                                         | Позиция |
| --------------------------------------------------- | ------- |
| Австралия (ARIA)                                    | 1       |
| Бельгия (Ultratop 50 Flanders)                      | 6       |
| Бельгия (Ultratop 50 Wallonia)                      | 5       |
| Канада (Canadian Hot 100)                           | 2       |
| Франция (SNEP)                                      | 3       |
| Германия (Media Control Charts)                     | 6       |
| Венгрия (Rádiós Top 40)                             | 4       |
| Ирландия (IRMA)                                     | 5       |
| Израиль (Media Forest)                              | 8       |
| Италия (FIMI)                                       | 7       |
| Нидерланды (Dutch Top 40)                           | 1       |
| Новая Зеландия (RIANZ)                              | 1       |
| Польша (ZPAV)                                       | 8       |
| Южная Корея (Gaon International Chart)              | 9       |
| Испания (PROMUSICAE)                                | 16      |
| Великобритания UK Singles (Official Charts Company) | 2       |
| США Billboard Hot 100                               | 2       |
| США Mainstream Top 40                               | 4       |
| США Adult Top 40                                    | 8       |
| США Adult Contemporary                              | 14      |

| Чарт (2013)                            | Позиция |
| -------------------------------------- | ------- |
| Канада (Canadian Hot 100)              | 91      |
| Япония (Japan Hot 100)                 | 18      |
| Южная Корея (Gaon International Chart) | 1       |

| Чарт (2014)                            | Позиция |
| -------------------------------------- | ------- |
| Япония Hot Overseas (Billboard Japan)  | 9       |
| Южная Корея (Gaon International Chart) | 32      |

| Чарт (2016)                           | Позиция |
| ------------------------------------- | ------- |
| Япония (Japan Hot 100)                | 99      |
| Япония Hot Overseas (Billboard Japan) | 9       |

| Чарт                  | Позиция |
| --------------------- | ------- |
| США Billboard Hot 100 | 47      |

### Сертификации
| Регион | Сертификация   | Продажи    |
| --- | -------------- | ---------- |
| Австралия (ARIA) | 15× Платиновый | 1 050 000  |
| Австрия (IFPI Austria) | Платиновый     | 30 000*    |
| Бельгия (BEA) | Платиновый     | 30 000*    |
| Канада (Music Canada) | Бриллиантовый  | 800 000    |
| Дания (IFPI Danmark) | Платиновый     | 30 000^    |
| Финляндия (Musiikkituottajat) | Золотой        | 5,876      |
| Франция (SNEP) | Золотой        | 150 000*   |
| Германия (BVMI) | 5× Золотой     | 750 000    |
| Италия (FIMI) | 3× Платиновый  | 90 000*    |
| Япония (RIAJ) | Миллионный     | 1 000 000* |
| Нидерланды (NVPI) | 2× Платиновый  | 40 000^    |
| Новая Зеландия (RMNZ) | 3× Платиновый  | 45 000*    |
| Республика Корея (Gaon) | —              | 2,677,999  |
| Испания (PROMUSICAE) | Золотой        | 20 000*    |
| Швеция (GLF) | 4× Платиновый  | 160 000    |
| Швейцария (IFPI Switzerland) | 3× Платиновый  | 90 000^    |
| Великобритания (BPI) | 4× Платиновый  | 2,150,000  |
| США (RIAA) | Бриллиантовый  | 10 000 000 |
| Стриминг |                |            |
| Дания (IFPI Danmark) | 4× Платиновый  | 7 200 000  |
| Япония (RIAJ) | Золотой        | 50 000 000 |
| Итого |                |            |
| Мир (IFPI) | —              | 18,000,000 |
| * Данные о продажах приведены только на основе сертификации. · ^ Данные о тиражах приведены только на основе сертификации. · Данные о продажах + прослушиваниях приведены только на основе сертификации. · Данные только о прослушиваниях приведены на основе сертификации. |                |            |